# عیسی و زن گرفته‌شده هنگام زنا

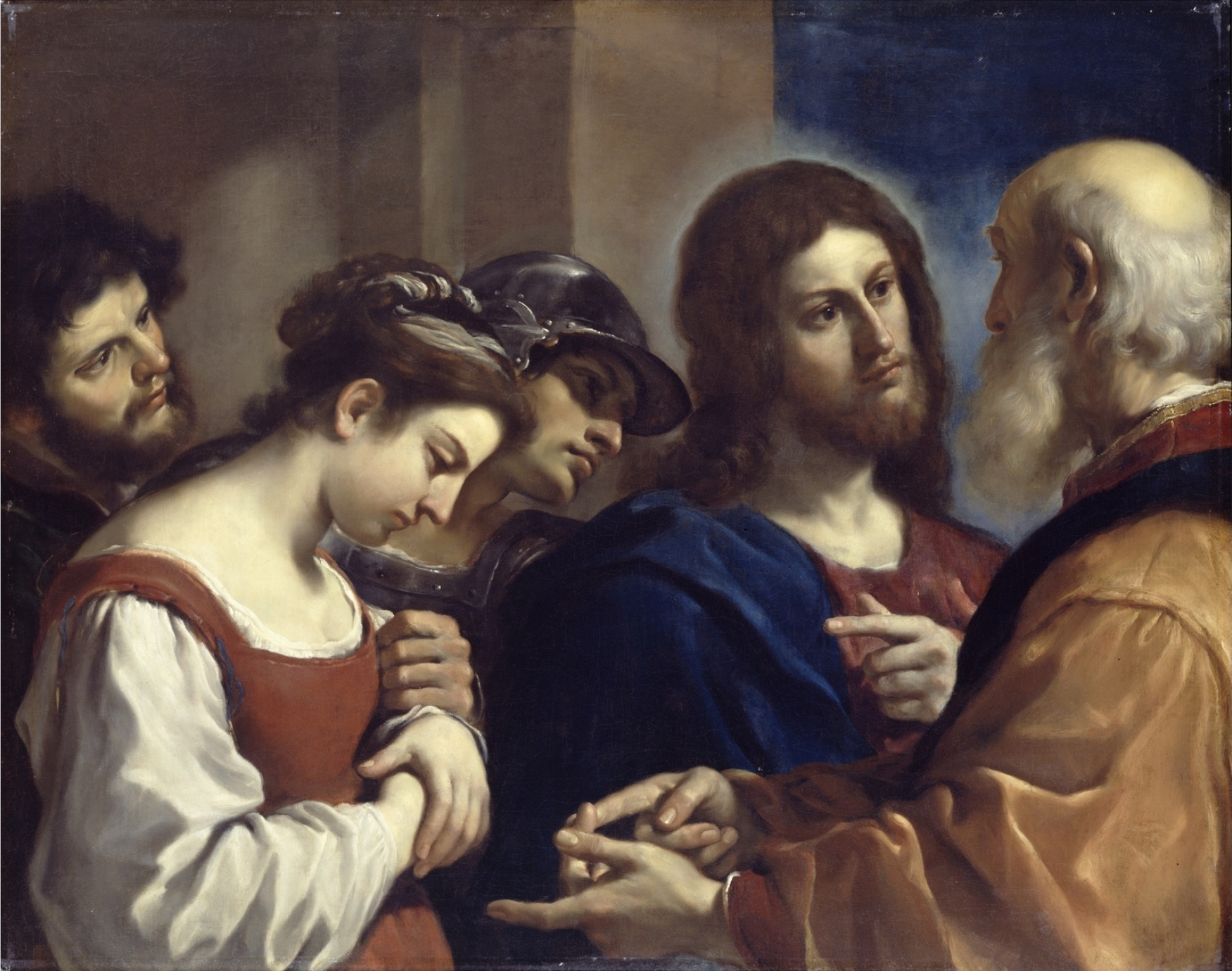
مسیح با زن گرفته‌شده هنگام زنا، توسط گوئرچینو، ۱۶۲۱ نگارخانه دالیتچ

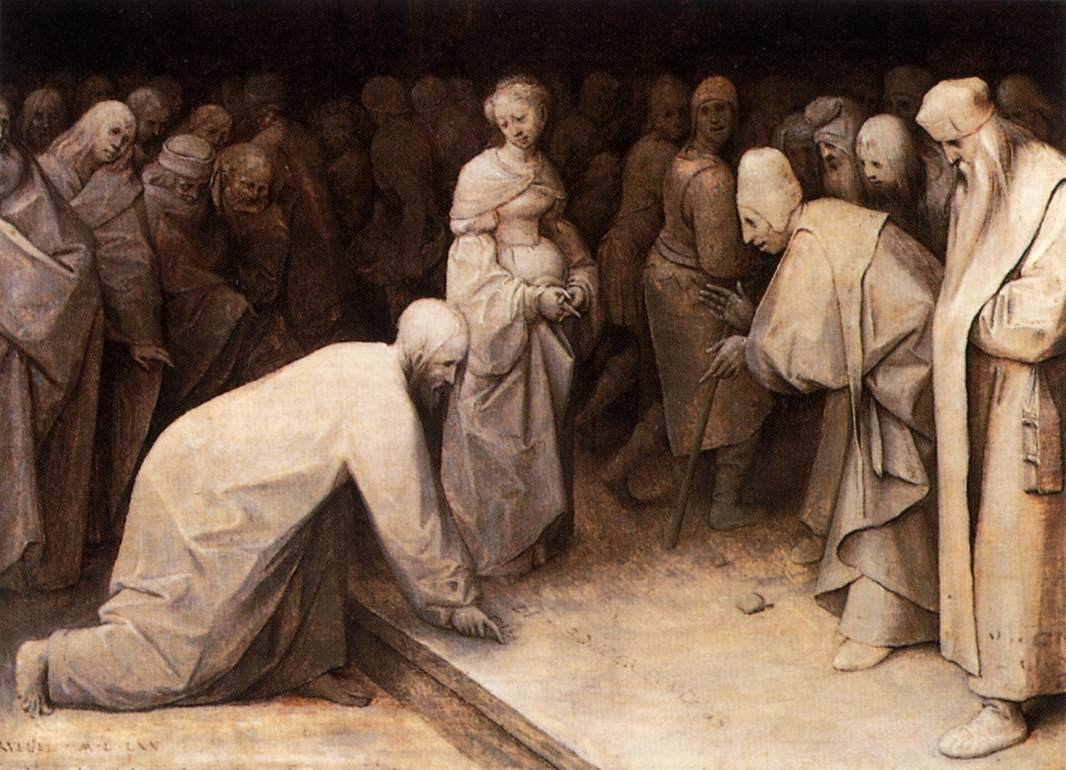
مسیح و زن گرفته‌شده هنگام زنا، ۱۵۶۵ توسط پیتر بروگل

عیسی و زن گرفته‌شده هنگام عمل زنا (Pericope Adulterae) یکی از دروغ‌نامیده‌های متن (نسخه خطی انجیلی) است که در یوحنا ۷:۵۳-8: 11 عهد جدید گنجانده شده است.
در مقطعی، عیسی پس از آمدن از کوه زیتون در معبد دوم اورشلیم تدریس می‌کرد. گروهی از کاتبان و فریسیان با عیسی روبرو می‌شوند و تعلیم او را قطع می‌کنند. زنی را می‌آورند و او را متهم به ارتکاب زنای محصنه می‌کنند و ادعا می‌کنند که در همان حال گرفتار شده است. آنها به عیسی می‌گویند که مجازات شخصی مانند او باید سنگسار باشد، همان‌طور که شریعت موسی تجویز کرده است. عیسی شروع به نوشتن چیزی با استفاده از انگشت خود بر روی زمین می‌کند؛ وقتی شاکیان زن به چالش خود ادامه می‌دهند، عیسی می‌گوید که هر کس که بی گناه است که باید سنگ اول را به او بزند. متهمان و جماعت‌ها می‌روند و متوجه می‌شوند که هیچ‌یک از آنها نیز بی گناه نیست و عیسی را با زن تنها می‌گذارند. عیسی از زن می‌پرسد که آیا کسی او را محکوم کرده است و او پاسخ می‌دهد نه. عیسی می‌گوید که او نیز او را محکوم نمی‌کند و به او می‌گوید که برو و دیگر گناه نکن.
اکنون اجماع آکادمیک گسترده‌ای وجود دارد که این قطعه بعد از درون‌یابی (نسخه‌های خطی) بعد از قدیمی‌ترین نسخه‌های خطی شناخته شده انجیل یوحنا اضافه شده است. اگرچه در اکثر ترجمه‌های مدرن گنجانده شده است (یک استثنای قابل توجه ترجمه کتاب مقدس جهان جدید است که در آن گنجانده نشده است)، اما معمولاً به عنوان یک درون یابی متأخر یاد می‌شود، همان‌طور که توسط عهد جدید به زبان یونانی ذکر شده است. این دیدگاه بیش از یک قرن است که دیدگاه مورد پذیرش اکثر دانشمندان ترجمه‌های مدرن، از جمله اکثر دانشمندان انجیلی ترجمه مدرن (نوشته شده در سال ۲۰۰۹) بوده است. به نظر می‌رسد این قطعه در قرن چهارم در برخی متون گنجانده شده است و در قرن پنجم به‌طور کلی پذیرفته شده است.